# Amerikanac u Parizu (1951.)
Amerikanac u Parizu (engl. An American in Paris) je američki glazbeni film iz 1951. godine. Film je distribuirao studio Metro-Goldwyn-Mayer. Režirao ga je Vincente Minnelli, a u glavnim su se ulogama pojavili Gene Kelly, Leslie Caron, Oscar Levant, Georges Guétary i Nina Foch. Inspiriran je skladbom Georgea Gershwina iz 1928. godine. Riječi je napisao njegov brat Ira Gershwin, dok je glazbu obradio Saul Chaplin.

## Uloge
- Gene Kelly kao Jerry Mulligan
- Leslie Caron kao Lise Bouvier
- Oscar Levant kao Adam Cook
- Georges Guétary kao Henri "Hank" Baurel
- Nina Foch kao Milo Roberts

## Vanjske poveznice
- Amerikanac u Parizu u internetskoj bazi filmova IMDb-a